# Bacabeira
Bacabeira is een gemeente in de Braziliaanse deelstaat Maranhão. De gemeente telt 15.574 inwoners (schatting 2009).